# Ababil (mythologie)
Les Ababil (en arabe : أَبَابِيلُ, ʾabābīlu) sont une espèce d'oiseaux, mentionnés dans le Coran.
Selon le Coran, ils ont protégé La Mecque de l'armée d'Abraha, roi himyarite, en jetant des pierres sur les éléphants des ennemis qui s'approchaient de la ville. Cet événement, prenant place dans le contexte de la « Campagne (ou Expédition) de l'Éléphant », aurait eu lieu en 570, année de naissance du prophète Mahomet dans la tradition islamique.

## Étymologie
L'expression du Coran est « ṭayran (des oiseaux) abābīla », abābīla pouvant être pris comme désignant un nom d'oiseau ou simplement traduit comme adjectif signifiant « en vols » ou « en vagues ». La racine trilittère du terme apparaît aussi dans le Coran comme pluriel du nom ibil, c'est-à-dire « les chameaux ».
Selon Jean-Loïc Le Quellec : « « Ababil » est le pluriel d'« ibbil ». Ce mot proviendrait de l'akkadien « ibbiltu », désignant le martinet ou l'hirondelle ».

## Dans la tradition islamique
Ces oiseaux sont mentionnés au verset 3 de la 105e sourate du Coran (sourate de l'Éléphant, Al-Fil), et leur action est décrite au verset suivant.
Dans le tafsir Ibn Kathir (en) rapportant divers commentaires et traditions sur le Coran, on trouve des explications de ababil comme signifiant simplement des vols d'oiseaux mais aussi diverses descriptions plus ou moins fantastiques : « un museau comme le bec des oiseaux et des pattes comme celles des chiens », « [...] des oiseaux verts qui sortaient de la mer et ils avaient des têtes semblables à celles d'animaux prédateurs. », « [...] des oiseaux noirs de la mer qui avaient des pierres dans leur bec et leurs griffes. ».